# Eisenerz
Eisenerz là một thị xã khai khoáng cũ thuộc bang Steiermark, Áo, cự ly 68 dặm Anh về phía tây bắc Graz theo đường ray. Dân số năm 2001 là 6.400 người. Thị xã nằm ở thung lũng Erzbach.

## Dân số
- 1928 6.945
- 1939 12.395
- 1944 18.419
- 1948 11.103
- 1956 12.679
- 1992 7.965
- 2000 6.750
- 2005 5.839
- 2007 5.566